# Championnat de Chypre de football 2003-2004
Navigation
Saison précédente Saison suivante
La saison 2003-2004 du Championnat de Chypre de football était la 66e édition du championnat de première division de Chypre. Les 14 meilleurs clubs du pays se retrouvent au sein d'une poule unique, la Cypriot First Division, où ils s'affrontent deux fois, à domicile et à l'extérieur. À l'issue du championnat, les trois derniers du classement sont directement relégués en D2 et remplacés par les trois meilleurs clubs de deuxième division.
C'est l'APOEL Nicosie qui remporte la compétition en terminant en tête du championnat. C'est le 18e titre de champion de Chypre de l'histoire du club.

## Les 14 clubs participants
| - Omonia Nicosie - Olympiakos Nicosie - AEL Limassol - Anorthosis Famagouste - APOEL Nicosie - Apollon Limassol - AEK Larnaca | - AE Paphos - Enosis Neon Paralimni - Anagennisi Dherynia - Promu de D2 - Ethnikos Achna - Doxa Katokopia - Promu de D2 - Digenis Morphou - Onísilos Sotíras - Promu de D2 |

## Compétition

### Classement
Le barème utilisé pour établir le classement est le suivant :
- Victoire : 3 points
- Match nul : 1 point
- Défaite : 0 point

| Rang | Équipe                | Pts | J  | G  | N | P  | Bp | Bc  | Diff |
| ---- | --------------------- | --- | -- | -- | - | -- | -- | --- | ---- |
| 1    | APOEL Nicosie         | 65  | 26 | 20 | 5 | 1  | 56 | 20  | +36  |
| 2    | Omonia Nicosie T      | 62  | 26 | 20 | 2 | 4  | 68 | 29  | +39  |
| 3    | Apollon Limassol      | 49  | 26 | 16 | 1 | 9  | 50 | 23  | +27  |
| 4    | AEL Limassol          | 49  | 26 | 14 | 7 | 5  | 52 | 26  | +26  |
| 5    | Anorthosis Famagouste | 48  | 26 | 15 | 3 | 8  | 57 | 35  | +22  |
| 6    | Ethnikos Achna        | 38  | 26 | 11 | 5 | 10 | 51 | 37  | +14  |
| 7    | AE Paphos             | 38  | 26 | 12 | 2 | 12 | 41 | 36  | +5   |
| 8    | EN Paralimni          | 36  | 26 | 10 | 6 | 10 | 40 | 36  | +4   |
| 9    | AEK Larnaca C         | 32  | 26 | 9  | 5 | 12 | 50 | 52  | -2   |
| 10   | Olympiakos Nicosie    | 31  | 26 | 8  | 7 | 11 | 45 | 44  | +1   |
| 11   | Digenis Morphou       | 28  | 26 | 7  | 7 | 12 | 27 | 38  | -11  |
| 12   | Anagennisi Dherynia P | 18  | 26 | 4  | 6 | 16 | 17 | 44  | -27  |
| 13   | Onísilos Sotíras P    | 13  | 26 | 3  | 4 | 19 | 22 | 63  | -41  |
| 14   | Doxa Katokopia P      | 7   | 26 | 1  | 4 | 21 | 18 | 111 | -93  |

|  | Qualification pour la Ligue des clubs champions 2004-2005                              |
|  | Qualification pour la Coupe UEFA 2004-2005                                             |
|  | Qualification pour la Coupe Intertoto 2004                                             |
|  | Relégation en Cypriot Second Division                                                  |
|  | T : Tenant du titre C : Vainqueur de la Coupe de Chypre P : Promu de deuxième division |

## Bilan de la saison
| Championnat de Chypre de football 2003-2004                     |                           |
| Champion                                                        | APOEL Nicosie (18e titre) |
| Coupes et trophées                                              |                           |
| Vainqueur de la Coupe de Chypre 2003-2004                       | AEK Larnaca               |
| Vainqueur de la Supercoupe de Chypre                            | Omonia Nicosie            |
| Qualifications continentales                                    |                           |
| Ligue des clubs champions 2004-2005 (1er tour de qualification) | APOEL Nicosie             |
| Coupe UEFA 2004-2005                                            | AEK Larnaca               |
| Coupe UEFA 2004-2005                                            | Omonia Nicosie            |
| Coupe Intertoto 2004                                            | Ethnikos Achna            |
| Promotions et relégations                                       |                           |
| Promus en Cypriot First Division                                | Nea Salamina Famagouste   |
| Promus en Cypriot First Division                                | Aris Limassol             |
| Promus en Cypriot First Division                                | Alki Larnaca              |
| Relégués en Cypriot Second Division                             | Anagennisi Dherynia       |
| Relégués en Cypriot Second Division                             | Doxa Katokopia            |
| Relégués en Cypriot Second Division                             | Onísilos Sotíras          |